# Bee Ho Gray
Bee Ho Gray (nascido com o nome Emberry Cannon Gray em 7 de abril de 1885, em Leon, Chickasaw Nation, Território Indígena - 3 de agosto de 1951, em Pueblo, Colorado) foi um artista ocidental que passou 50 anos exibindo suas habilidades em shows do Velho Oeste, vaudeville, circo, filmes mudos e rádio. Embora fosse conhecido principalmente como um especialista em truques de corda, ele também era habilidoso com lançamento de facas, chicotes (especificamente o chicote de cobra negra australiano), truques de equitação e banjo. Ele uniu todas essas habilidades em uma rotina cômica caseira. Ao longo de sua longa carreira, ele foi constantemente comparado a Will Rogers, o que era condizente, considerando que os dois intérpretes trabalharam juntos diversas vezes e desenvolveram seus atos juntos no início de 1900.

## Biografia
Emberry Cannon Gray nasceu em 7 de abril de 1885, em Leon, Nação Chickasaw, Território Indiano, onde hoje é Oklahoma. Sua família mudou-se para a pequena cidade de Cache, Território Indígena (próximo a Fort Sill) dois anos após seu nascimento. A mãe de Bee Ho era um quarto Chickasaw; seu pai havia sido Texas Ranger na Divisão Trinity, e mais tarde serviu no Exército Confederado.
Gray cresceu entre os Apache, Comanche e Kiowa, já que Cache era o centro comercial de seus territórios. Seus irmãos e ele brincavam com os filhos do chefe Comanche Quanah Parker, e seus pais tornaram-se bons amigos da família Parker. Quando Emberry tinha cinco anos, ele começou a usar o nome de "Bee Ho", um nome que significa "Irmão do Aleijado" dado a ele pelo Chefe Quanah, porque o irmão de Bee Ho, "Ho" Emmet Gray, foi acometido de contraiu poliomielite quando menino e andou com uma muleta pelo resto da vida.
Bee Ho desenvolveu suas habilidades ocidentais nas planícies do território indiano, mas nunca tinha visto um verdadeiro laçador até cerca de 1900. Bee Ho e seu irmão mais novo, Weaver, ouviram falar dos truques incríveis que eram executados por laçadores nos shows do Velho Oeste. Juntos, eles cavalgaram 60 milhas em um cavalo até a cidade de Chickasha para ver a exposição Pawnee Bill Wild West, fazendo a viagem em dois dias. Eles ficaram muito impressionados com os truques realizados e começaram a aprender sozinhos truques com cordas, usando corda de varal e qualquer outra coisa que pudessem girar. Em poucos anos, ambos estavam se apresentando em shows do Velho Oeste. Ambos os irmãos desfrutaram de carreiras incríveis de 50 anos no mercado ocidental de laçadas.
Durante os primeiros anos de sua carreira como artista ocidental, Bee Ho se apresentou em vários shows do Velho Oeste. Suas primeiras apresentações notáveis foram com o Wild West Indian Congress do Coronel Cummins e Rough Riders of the World na Louisiana Purchase Exposition de 1904, também conhecida como Feira Mundial de Saint Louis. Outros artistas notáveis deste show incluem Geronimo, Will Rogers, Zach Mulhall, Lucille Mulhall e vários chefes nativos americanos bem conhecidos.
Bee Ho juntou-se ao Miller Brothers 101 Ranch Real Wild West em 1907, seu primeiro ano de turnê pelos Estados Unidos. Outras pessoas famosas que se apresentaram com o 101 Ranch incluem Tom Mix, Ken Maynard, Hoot Gibson, Buck Jones, Tex McLeod, Chester Byers, Iron Tail, "Buckskin Bessie" Herberg, Bill Pickett, " Buffalo Bill " Cody, Milt Hinkle, Billy Lorette, Luka Chkhartishvili (Príncipe Lucca), Art Acord, e Princesa Wenona (Lilian Smith). Embora Will Rogers nunca tenha sido empregado do 101 Ranch, ele passou muito tempo lá visitando amigos e participando de competições informais de cordas e outros eventos. Bee Ho e sua esposa, a atriz da Broadway, equestre e treinadora de cavalos Ada Sommerville, viajaram com o 101 Ranch durante a maior parte dos anos de 1907 a 1916, com saídas ocasionais para se apresentar em outros shows e para competir nos primeiros rodeios. O Miller Brothers 101 Ranch Real Wild West viajou de 1907 a 1916 e novamente de 1925 a 1931.
Alguns dos muitos outros shows com os quais Bee Ho se apresentou incluem California Frank's All-Star Wild West (Frank Hafley), Irwin Brothers Cheyenne Frontier Days Wild West Show, Diamond Dick's Wild West, Barnum and Bailey Circus, Ringling Brothers Circus, Shrine Circus, e seu próprio show, Bee Ho Gray's Wild West.
Bee Ho aprendeu a linguagem de sinais e a língua falada de várias tribos nativas americanas enquanto crescia no território indígena. Por volta de 1912, Bee Ho acompanhou o chefe Sioux Iron Tail a Washington, DC e Nova York, onde Iron Tail foi modelo para o escultor James Earle Fraser enquanto ele trabalhava nos designs do novo níquel de búfalo. Os dois homens estavam trabalhando juntos em shows do Velho Oeste antes dessa época e Bee Ho viajou com Iron Tail para atuar como intérprete e guia.
Bee Ho ganhou o título de Campeão Mundial Trick and Fancy Roper no Winnipeg Stampede de Guy Weadick em 1913, quando exibiu uma laçada que nunca havia sido vista antes. O truque era chamado de "Pegada de Três Cordas" e envolvia pegar um cavalo a galope e um cavaleiro com três cordas - (1) ao redor do torso do cavaleiro, (2) ao redor do pescoço do cavalo e (3) todas as quatro patas do cavalo. Bee Ho ganhou o título de Tex McLeod e manteve-o até 1916, quando perdeu para Chester Byers. Bee Ho foi a única pessoa que conseguiu fazer o truque durante vários anos. Mais tarde, ele a ensinou a Will Rogers, que a interpretou no filme mudo de 1922 , The Ropin' Fool. Bee Ho ganhou o campeonato novamente no início da década de 1920, quando competiu no Cheyenne Frontier Days e no Pendleton Round-Up.
Bee Ho e Ada passaram muitos anos como artistas de Vaudeville nos circuitos BF Keith, Orpheum e Western. O show consistia em brincadeiras cômicas realizadas durante a execução de truques intrincados com cordas, lançamento de facas, estalos de chicote, banjo e dança de cavalos. Seu show geralmente recebia o maior faturamento e era procurado em todo o país. O casal viajou para a Europa para se apresentar em diversas ocasiões. Eles mantiveram uma agenda lotada de apresentações e literalmente tocaram em milhares de locais e shows durante sua carreira.
Bee Ho atuou em Greed (filme) de Erich von Stroheim em 1924. Embora sua atuação tenha sido aparentemente cortada do filme quando a duração foi reduzida em cerca de 80%, seu nome ainda aparece nas listas de atores que estiveram no filme, mas um de seus feitos de habilidade ainda aparece no filme. Durante uma discussão entre os dois personagens principais (McTeague e Marcus), uma faca é atirada e cravada na parede próxima ao rosto do ator principal. De acordo com um artigo de jornal republicano de Cedar Rapids (Iowa) de 1926, "Erich von Storheim [sic] apresentou Gray em seu famoso filme, Ganância, por causa de sua habilidade de atirar uma faca."
Bee Ho também atuou em uma série de filmes de faroeste mais obscuros da Miller Brothers 101 Ranch Bison Films, Monogram Pictures e Vitaphone Corporation, incluindo Hey! Hey! Westerner.
Em maio e junho de 1922, Bee Ho e Ada Sommerville foram apresentados em um musical da Broadway chamado Red Pepper, que apareceu no Shubert Theatre. As estrelas do show foram a dupla de menestréis James McIntyre e Thomas Kurton Heath. O show então ficou na estrada por um ano, encerrando em Dakota do Norte em junho de 1923.
Bee Ho adicionou um coiote treinado chamado "Chink" para fazer parte do seu ato no início dos anos 1930, e começou a fazer aparições no rádio com sua espirituosa comédia de Oklahoma. Apareceu no palco e no rádio com personalidades como Bing Crosby, Will Rogers, Fred Stone, Joe E. Brown, Mary Beth Hughes, Eddie Nugent, Tom Mix, Hoot Gibson, Ken Maynard, e muitos outros. Muitas das estrelas ocidentais que atuaram na primeira metade dos anos 1900 começaram com ele no Miller Brothers 101 Ranch Wild West, quando viram seu modo de vida ao ar livre desaparecer.
O amor de sua vida Ada da Sommerville morreu em 1940, aos 68 anos. Bee Ho continuou com sua atuação usando outros assistentes para preencher seu papel, mas os dias do vaudeville acabaram e sua carreira foi relegada a feiras municipais, pequenos eventos corporativos e benefícios escolares. Durante sua carreira, Bee Ho fez apresentações de comando para pelo menos quatro presidentes dos Estados Unidos, membros da realeza europeia e muitos diplomatas e notáveis. Ele morreu em Pueblo, Colorado, em 3 de agosto de 1951, aos 66 anos, enquanto visitava sua irmã. Muitos de seus fãs, amigos e familiares nunca souberam o que aconteceu com ele.